# Макгиннесс, Пол (менеджер)
Пол Макгиннесс (англ. Paul McGuinness, род. 17 июня 1951, Ринтельн, Вестфалия, Германия) — ирландский акционер и основатель компании Principle Management Limited, деятельность которой базируется на продвижении поп-музыкантов. Наиболее известен как менеджер рок-группы U2 в период с 1978 по 2013 годы. В нынешнее время является менеджером певицы Пи Джей Харви и группы The Rapture.

## Ранняя жизнь
Макгиннесс родился в британском военном госпитале в городе Ринтельн, Германия, где его отец, Филипп Макгиннесс (уроженец Ливерпуля) служил в Королевских ВВС. Мать Макгиннесса, Шейла, в девичестве Лайн (англ. Lyne), была школьной учительницей из графства Керри, Ирландия. В семье было трое детей: Пол, Найл и Кэти.
Макгиннесс получил начальное школьное образование в Ирландии в частной иезуитской школе-интернате Clongowes Wood College. Оттуда он поступил в Тринити-колледж при Дублинском университете, где он режиссировал пьесы и редактировал студенческий журнал T.C.D. Miscellany. Однако колледж так и не закончил.

## Карьера
Прежде чем стать менеджером U2, Макгиннесс работал кинотехником в таких проектах, как фильм «Зардоз» режиссёра Джона Бурмана. Также, некоторое время он руководил фолк-рок-группой Spud.
Макгиннесс получил прозвище «Гусь» (англ. «The Goose») от музыкантов ирландской панк-группы The Prunes. По словам Боно: «The Prunes придумали для Пола прозвище. Его прозвали Гусь».

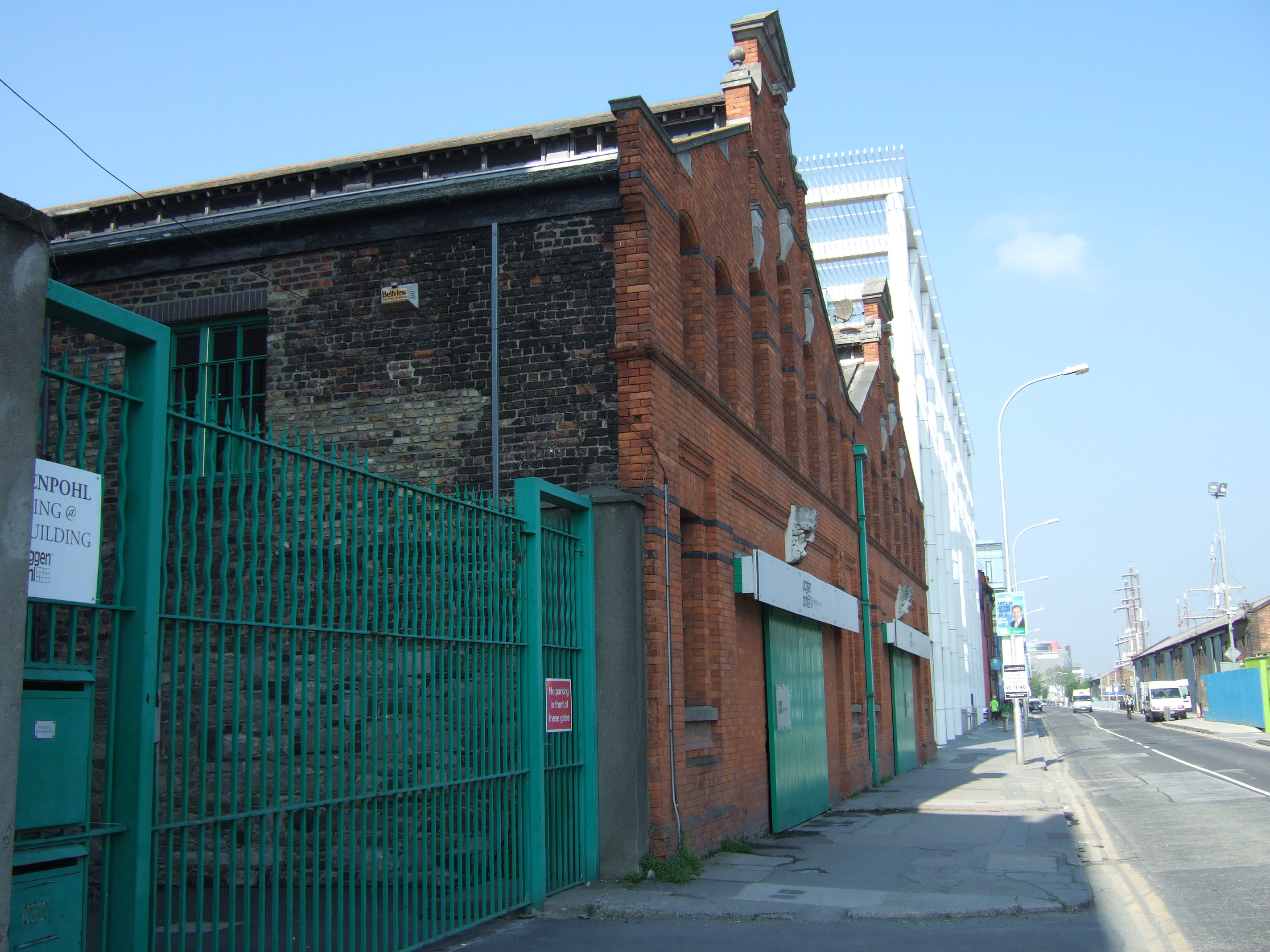
Фасад офиса компании Principle Management Limited в Дублине

### U2
Макгиннесс познакомился с U2 25 мая 1978 года на концерте в Дублине, где они выступали на разогреве у группы The Gamblers. Пол был представлен музыкантам Биллом Грэмом, журналистом из Hot Press, после чего стал их менеджером.
29 марта 1984 года он основал компанию Principle Management Limited. По словам Макгиннесса, такое название было выбрано потому что он хотел быть более принципиальным, чем другие менеджеры.
В 1985 году Макгиннесс поручил британскому журналисту Имону Данфи написать историю ранних лет U2. Книга «Unforgettable Fire — The Story of U2» (названная в честь одноимённого альбома группы) вышла в свет в 1987 году.
В конце 1980-х Макгиннесс и Билл Уилан создали издательскую компанию под названием McGuinness/Whelan Publishing, специализирующуюся на музыкальной литературе.
В 2002 году Макгиннесс стал лауреатом награды Meteor Music Awards за «Жизненные достижения» (церемония проходила в дублинском «Point Theatre»), в свою очередь U2 победили в номинации «Лучшая ирландская группа».
В результате ограничения налоговых льгот для артистов в Ирландии, в июне 2006 года Макгиннесс посоветовал U2 перевести свои активы по издательству песен в Нидерланды, чтобы минимизировать налоговое бремя музыкантов.
Обладающий хорошей деловой хваткой, именно Макгиннесс отвечал за продвижение новаторского проекта «U2 3D», брендированные символикой коллектива плееры iPod, партнёрство группы с фирмой BlackBerry, а также первый концерт в истории YouTube (на котором выступали U2), который транслировался в прямом эфире видеохостинга.
Неформально, он считался пятым членом U2 (по аналогии с менеджером The Beatles Брайаном Эпстайном, хотя в интервью ирландской прессе в 1985 году, на вопрос является ли он пятым членом U2, он ответил: «Пятый член U2 находится в брюках Адама (Клейтона)». Он также считается одним из самых успешных менеджеров в истории музыкального бизнеса.
Макгиннесс покинул пост менеджера U2 13 ноября 2013 года — после 34-х лет работы. В 2014 году его сменил бывший менеджер Мадонны — Гай Осири.

## Другие проекты
Макгиннесс был сооснователем TV3 (Ирландия) и директором Ardmore Studios. Он является членом консорциума Phantom FM, который в ноябре 2004 года получил лицензию на вещание радиостанции посвящённой альтернативной рок-музыке в Дублине и соучредителем лейбла Celtic Heartbeat, входящей в Universal Records.
1 января 1988 года Макгиннесс стал членом Совета по делам искусств Ирландии, куда был выдвинут Чарльзом Хоги. Он проработал там до февраля 2000 года, после чего ушёл в отставку.
Макгиннесс нередко выступает от имени артистов, лейблов и музыкальных издательств. Так, 28 января 2008 года, выступая на конференции Midem music industry convention в Каннах, он призвал правительства заставить интернет-провайдеров ввести обязательное отключение любых интернет-сервисов «после трёх предупреждений», чтобы положить конец несанкционированной загрузке, конкретно обвинив в этом такие компании, как Apple, Google, Yahoo!, Oracle и Facebook в построении «многомиллиардной теневой отрасли на основе нашего контента, без оплаты за него».
В 1990-х Макгиннесс, наряду с Имоном Данфи и другими, участвовал в консорциуме, предлагающим идею переезда английского футбольного клуба Уимблдон в Дублин. Переезд в Дублин не состоялся, а Уимблдонский клуб в итоге переехал в Милтон-Кейнс.

## Личная жизнь
В 1977 году, в период учёбы в Тринити, Макгиннесс женился на Кэти Гилфиллан. В нынешнее время, она занимает пост директора компании The Lilliput Press Limited.